# J'aurai ta peau (film, 1953)
Pour les articles homonymes, voir J'aurai ta peau.
Pour plus de détails, voir Fiche technique et Distribution.
J'aurai ta peau (I, the Jury) est un film américain réalisé par Harry Essex, sorti en 1953, avec Biff Elliot, Preston Foster, Peggie Castle et Margaret Sheridan dans les rôles principaux.

## Synopsis
À New York, quelques jours avant Noël, l'enquêteur d'assurances Jack Williams (Robert Swanger) est assassiné à son domicile. Le détective privé Mike Hammer (Biff Elliot), ami de guerre de Jack, se jure de venger la mort de son camarade, malgré les avertissements du capitaine de la police Pat Chambers (Preston Foster).
Hammer commence par enquêter auprès des proches de Jack. Il rencontre sa fiancée, Myrna Devlin (Frances Osborne), un riche promoteur et collectionneur d'art (Alan Reed), une jeune psychanalyste (Peggie Castle) et des jumelles peu farouches (Tani Guthrie et Dran Hamilton). Aidé par sa fidèle secrétaire Vera (Margaret Sheridan), il tente de découvrir l'assassin.

## Fiche technique
- Titre français : J'aurai ta peau
- Titre original : I, the Jury
- Réalisation : Harry Essex
- Assistant réalisateur : Jack Greenwood
- Scénario : Harry Essex d’après le roman J'aurai ta peau (I, the Jury) de Mickey Spillane, éditions Dutton & Company, New York, 1947, 218 p.
- Musique : Franz Waxman
- Direction artistique : Wiard Ihnen
- Décors : Edward G. Boyle
- Photographie : John Alton
- Son : Joe Emondson
- Montage : Fredrick Y. Smith
- Casting : Betty Pagel
- Production : Victor Saville
- Directeur de production : Norman A. Cook
- Société de production : Parklane Pictures
- Société de distribution : United Artists (USA, France)
- Budget : 1,7 million de dollars
- Noir et blanc, 35 mm,
- Pays de production :  États-Unis
- Langue originale : anglais
- Genre : film policier, film noir
- Durée : 87 minutes
- Dates de sortie :
  - États-Unis : 14 août 1953
  - France : 21 avril 1954

## Distribution
- Biff Elliot : Mike Hammer
- Preston Foster : Le capitaine de police Pat Chambers
- Peggie Castle : Charlotte Manning
- Margaret Sheridan : Velda
- Alan Reed : George Kalecki
- Mary Anderson : Eileen Vickers alias Mary Wright
- John Qualen : Le docteur R.H. Vickers
- Tom Powers : Milt Miller
- Robert Swanger : Jack Williams
- Frances Osborne : Myrna Devlin
- Bob Cunningham :  John Hansen alias Hal Kines
- Tani Guthrie : Esther Bellamy
- Dran Hamilton : Mary Bellamy
- Joe Besser (en) : Pete, le liftier
- Paul Dubov (en) : Marty
- Nestor Paiva : Manuel
- Elisha Cook Jr. : Bobo
- Colin Kenny : Fenton Milford
- Frank Richards : Killer Thompson, un ancien boxeur
- Ottola Nesmith (en) : : Cathy
- William Tannen : Johnny, un reporter
- Carol Thurston : Bonita
- Roy Engel : le médecin légiste
- Gil Perkins : Lolly
- Lester Sharpe : Thomas, l'expert en balistique

## Autour du film
- Il s'agit d'une adaptation du roman J'aurai ta peau (I, the Jury) de Mickey Spillane. Publié en 1947 aux États-Unis, il fut traduit pour la première fois en France en 1948 par Gilles-Maurice Dumoulin pour la maison d'édition des Presses de la Cité et publié dans la collection Puzzle.